# Tetiana Luzhanska
Tetiana Luzhanska (Kiev, 4 september 1984) is een voormalig professioneel tennisspeelster uit Oekraïne. Zij begon met tennis toen zij zeven jaar oud was, verhuisde op negenjarige leeftijd naar Israël, en op 17-jarige leeftijd (2002) naar Florida; daarna heeft zij ruim een jaar lang niet aan internationale toernooien deelgenomen. Haar favoriete ondergrond is gravel. Zij was actief in het proftennis van 2006 tot en met 2012. Tot en met 2011 kwam zij uit voor haar geboorteland Oekraïne – sinds 2012 heeft zij de Amerikaanse nationaliteit.

## Loopbaan

### Enkelspel
Luzhanska debuteerde in 1998 op het ITF-toernooi van Ramat Hasjaron, in haar toenmalige thuisland Israël. Ook in 1999 opereerde zij nog voornamelijk in Israël. In 2000 speelde zij onder meer in Velp. In datzelfde jaar stond zij voor het eerst in een finale, op het ITF-toernooi van Ashkelon (Israël). Het duurde nog tot 2007 tot zij haar eerste titel veroverde, op het ITF-toernooi van Monterrey (Mexico) – in de finale won zij van de Argentijnse María Irigoyen. De week erna was het meteen weer raak: haar tweede ITF-titel in Saltillo (Mexico) – in de eindstrijd versloeg zij ook hier een Argentijnse: María José Argeri.
In 2004 deed Luzhanska voor het eerst pogingen om zich te kwalificeren voor een WTA-toernooi, in Cincinnati; nogmaals in 2005 en 2006. In 2008 voor het eerst een kwalificatiepoging op een grandslamtoernooi (Roland Garros). Eerst in 2011 kwalificeerde zij zich voor de hoofdtabel van een WTA-toernooi, in Kuala Lumpur – in de eerste ronde verloor zij van de Japanse Misaki Doi. Haar beste prestatie op het WTA-circuit is het bereiken van de kwartfinale op het WTA-toernooi van Guangzhou 2011, waarin zij verloor van Russin Maria Kirilenko.
Haar hoogste positie op de WTA-ranglijst is de 131e plaats, die zij bereikte in september 2011.

### Dubbelspel
Luzhanska startte ook in het dubbelspel haar loopbaan op het ITF-toernooi van Ramat Hasjaron. In 2000 stond zij voor het eerst in een finale, op het ITF-toernooi van Istanbul (Turkije), samen met landgenote Yael Glitzenstein. Haar eerste titel won zij in 2001, samen met de Zuid-Afrikaanse Lara Van Rooyen, op het toernooi van Harrisonburg. In totaal won Luzhanska 22 ITF-toernooien, de laatste in Ningbo (China) in 2011, aan de zijde van de Chinese Zheng Saisai.
Bij haar eerste deelname aan een WTA-toernooi, op het toernooi van Memphis 2006 samen met de toenmalige Russin Jaroslava Sjvedova, bereikte zij meteen de halve finale – de dames verloren van niemand minder dan Lisa Raymond en Samantha Stosur. Luzhanska's beste prestatie kwam een jaar later: samen met de Taiwanese Chan Chin-wei stond zij in de finale van het WTA-toernooi van Stockholm – zij verloren van het Spaanse koppel Anabel Medina Garrigues en Virginia Ruano Pascual.
Haar hoogste positie op de WTA-ranglijst is de 99e plaats, die zij bereikte in februari 2007.

## Posities op deWTA-ranglijst
Positie per einde seizoen:
| jaartal | rank enkel | rank dubbel |
| ------- | ---------- | ----------- |
| 2012    | 401        | 155         |
| 2011    | 134        | 147         |
| 2010    | 271        | 213         |
| 2009    | 236        | 183         |
| 2008    | 222        | 196         |
| 2007    | 235        | 130         |
| 2006    | 365        | 106         |
| 2005    | 435        | 381         |
| 2004    | 595        | 407         |
|         |            |             |
| 2001    | 774        | 477         |
| 2000    | 825        | 740         |
| 1999    | 878        | 668         |

## Palmares

### WTA-finaleplaatsen damesdubbelspel
| nr.              | finaledatum | toernooi      | ondergrond | partner       | tegenstandsters                                | score            |         |
| ---------------- | ----------- | ------------- | ---------- | ------------- | ---------------------------------------------- | ---------------- | ------- |
| Verloren finales |             |               |            |               |                                                |                  |         |
| 1.               | 2007-08-05  | WTA Stockholm | hardcourt  | Chan Chin-wei | Anabel Medina Garrigues Virginia Ruano Pascual | 1-6, 7-5, [6-10] | details |